# Jablanac
Jablanac falu Horvátországban, Lika-Zengg megyében, közigazgatásilag Zengghez tartozik.

## Fekvése
Zenggtől 40 km-re délkeletre a tengerparton, a Velebit hegység lábánál, a Velebit-csatorna mélyen a Klačnica és a Panas nevű magaslatok között a szárazföldbe nyúló öblének partján fekszik.

## Története
Területe már a római korban is lakott volt, mint azt a település feletti Klačnica-hegyen található ókori romok is jelzik. Az itteni erődített települést még az illírek építették és a rómaiak rombolták le. A római korban nem tartozott a fontosabb települések közé és hamarosan elnéptelenedett. A kora középkorban a Klačnicán ószláv település állt, melyet először 1179-ben említenek mint „Ablana” plébánia központját. A település mai neve olasz közvetítéssel szintén ebből a latin eredetű névből származik. A temetőben található Szent Miklós-templom már 1179-ben is állt. 1251-ben a Gutkeled nembeli István bán úgy határozott, hogy saját költségén Jablanac hegyén várat építtet és az itt lakóknak Sibenikhez és Trogirhoz hasonlóan szabad királyi városi jogokat adományoz. Abban az időben Jablanac a rabi püspökséghez tartozott, a korabeli glagolita írások szerint lakói horvát ča nyelvjárást beszéltek. A 13. század végén Jablanac urai a Frangepánok voltak. A török hódítás előrehaladásával a vidéken folyamatos lettek rablócsapatok zaklatásai. 1525-ben a török meglepetésszerűen megtámadta Karlobagot, sok lakost megölt, a házakat felgyújtotta és az egész környéket elpusztította, a maradék lakosság biztonságosabb helyekre menekült. A portyázók a tengerparton már Fiuméig, sőt tovább is elértek. A Zenggtől délre eső vidék a megerősített helyek (köztük Jablanac) kivételével már lényegében lakatlan volt. A 17. század közepén miután a török veszély alábbhagyott birtokosai elhatározták, hogy a területet újra benépesítik ezért több hullámban hercegovinai bunyevácokat telepítettek a környékére. Az első hullám 1647-ben Jasenica környékéről és a Zrmanja-mentéről érkezett, de erőszakos viselkedésük miatt letelepítésük nem volt sikeres, ezért a zenggi kapitány továbbküldte őket Pag és Rab szigetére, valamint Ražanac és Vinjerac vidékére. 1655-ben Obrovac, Zelengrad és Karin környékéről érkeztek új bunyevácok. Jablanac vidékére a végül itt maradó bunyevácok Likából, Krmpote és Krivi Put környékéről, illetve délről áttelepülve (Pozrmanje, Ražanac, Posedarje) érkeztek. 1690-re belőlük alakult ki a város és a környék lakossága. A településnek 1857-ben 986, 1910-ben 1101 lakosa volt. A trianoni békeszerződésig Lika-Korbava vármegye Zenggi járásához tartozott. Ezt követően előbb a Szerb–Horvát–Szlovén Királyság, majd Jugoszlávia része lett. Utóbbi felbomlása után, 1991-ben a független Horvátország része lett. 2011-ben 74 lakosa volt, akik főként a turizmusból élnek. A kikötő felett áll az újonnan épített „Ablana” szálloda.

## Lakosság
| Lakosság változása | Lakosság változása | Lakosság változása | Lakosság változása | Lakosság változása | Lakosság változása | Lakosság változása | Lakosság változása | Lakosság változása | Lakosság változása | Lakosság változása | Lakosság változása | Lakosság változása | Lakosság változása | Lakosság változása | Lakosság változása |
| ------------------ | ------------------ | ------------------ | ------------------ | ------------------ | ------------------ | ------------------ | ------------------ | ------------------ | ------------------ | ------------------ | ------------------ | ------------------ | ------------------ | ------------------ | ------------------ |
| 1857               | 1869               | 1880               | 1890               | 1900               | 1910               | 1921               | 1931               | 1948               | 1953               | 1961               | 1971               | 1981               | 1991               | 2001               | 2011               |
| 986                | 901                | 826                | 841                | 914                | 1.101              | 916                | 992                | 849                | 785                | 700                | 330                | 219                | 158                | 118                | 74                 |

## Nevezetességei
- A falu keleti részén emelkedő Klačnica nevű magaslaton prehisztorikus erődített település maradványai találhatók.[4] A vár, melyet valószínűleg az illírek építettek a Velebit alatti térség legjelentősebb történelem előtti erődítménye volt. A római hódítás idején pusztulhatott el. A várhely délnyugati oldalán egy nagyobb bronzkori és vaskori temetőt tártak fel.
- A kikötő melletti hegyfokon, a mostani Ablana szálloda területén láthatók Ablana várának romjai, melyet Gutkeled István szlavón bán építtetett 1251-ben. A települést a török az erődítménnyel együtt 1639-ben teljesen lerombolta, ezért a korábbi épületeknek csak romjai maradtak.
- A Panas hegy és a Velebit közötti szárazfal Dolabele kormányzó feliratával az illír Ortoplina és Begiosa törzsek közötti határt volt hivatott jelölni.
- A település északi részén a temetőben található Szent Miklós templom 1179-ből való, mai barokk formáját 16. századi és 1701-es átépítések során nyerte. Az eredetileg román, majd gótikus stílusú épület kiemelkedő jelentőségű építészeti és kulturális emlékhely. A körülötte fekvő temetőbe feltehetően a 11. század óta folyamatosan temetkeznek.
- A Szent József plébániatemplom[5] 1799-ben épült, valószínűleg egy 1736-ban épített kápolna helyén, 1888-ban megújították. Egyhajós épület, széles, ötszögű szentéllyel, és a szentélytől északkeletre álló harangtoronnyal. A főhomlokzat délnyugatra néz. A szentélyt a hajótól négy lépcsőfok és a diadalív választja el. A főhomlokzatot vízszintes koszorú tagolja két részre, felső részén háromszög alakú oromzat látható, melynek közepén kör alakú ablaknyílás található. Alul a bejárat két oldalán kialakított fülkékben két szent szobra áll. A templomban egy a Somazzi műhelyből származó 18. századi stukkó szobor és egy 19. századi faszobor (Bartol Devčić munkája) látható.
- A kikötőtől mintegy nyolcszáz méterre délre található a szárazföld belsejébe fjordszerűen benyúló festői Zavratnica-öböl. Az öbölbe a kikötőből egy gyalogösvényen juthatunk el, ahol egy sekély és tiszta vizű strand található. A víz alatt egy II. világháborús hadihajó roncsa található, emiatt a búvárok egyik kedvenc merülő helye. Az öbölbe a Rab-szigetről is indulnak kirándulóhajók.
- Az egykori kompkikötő felett található a világ legalacsonyabban fekvő hegyi menedékháza a Miroslav Hirtz menedékház, melynek tengerszint feletti magassága csak 20 méter.

## Galéria
- A kikötő részlete
- Jablanac látképe a kikötőből
- A Szent József plébániatemplom
- A Zavratnica-öböl
- A Zavratnica-öböl bejárata
- A Zavratnica-öböl strandja